# ران هافکین
ران هافکین (به انگلیسی: Ron Haffkine)(زادهٔ ۱۳ دسامبر در شهر نیویورک، نیویورک) تهیه‌کننده، آهنگساز و مدیر موسیقی آمریکایی است که بیشتر به خاطر مدیریت و تهیه‌کنندگی دکتر هوک و مدیسن شو شناخته شده‌است. آنها یک گروه راک آمریکایی بودند که تک‌آهنگ‌های موفقی از جمله " مادر سیلویا " را در کارنامهٔ خود داشتند و به ۶۷ جایزه طلا و پلاتینوم دست یافته‌اند.